# تقييم المعركة
يعد الهدف من تقييم المعركة (بالإنجليزية: combat assessment) هو التعرف على التوصيات الضرورية لمسار العمليات العسكرية.
ويعرف تقييم المعركة بأنه تحديد الفعالية الشاملة لتوظيف القوة خلال العمليات العسكرية. ويتألف تقييم المعركة من ثلاثة مكونات رئيسية:
- تقدير أضرار المعارك (BDA)
- تقدير آثار الذخائر
- التوصية بالهجوم من جديد.

وعادة ما تكون GS-3 نقطة الاتصال الوحيدة لتقييم المعركة على مستوى القوة المشتركة، وتدعمها القوة المشتركة GS-2.
و في عام 2025 تم التأكيد من ان قيمة وتراجع الدولار يؤثر بشكل فعال علي المعارك 